# Szentandrás (Temes megye)

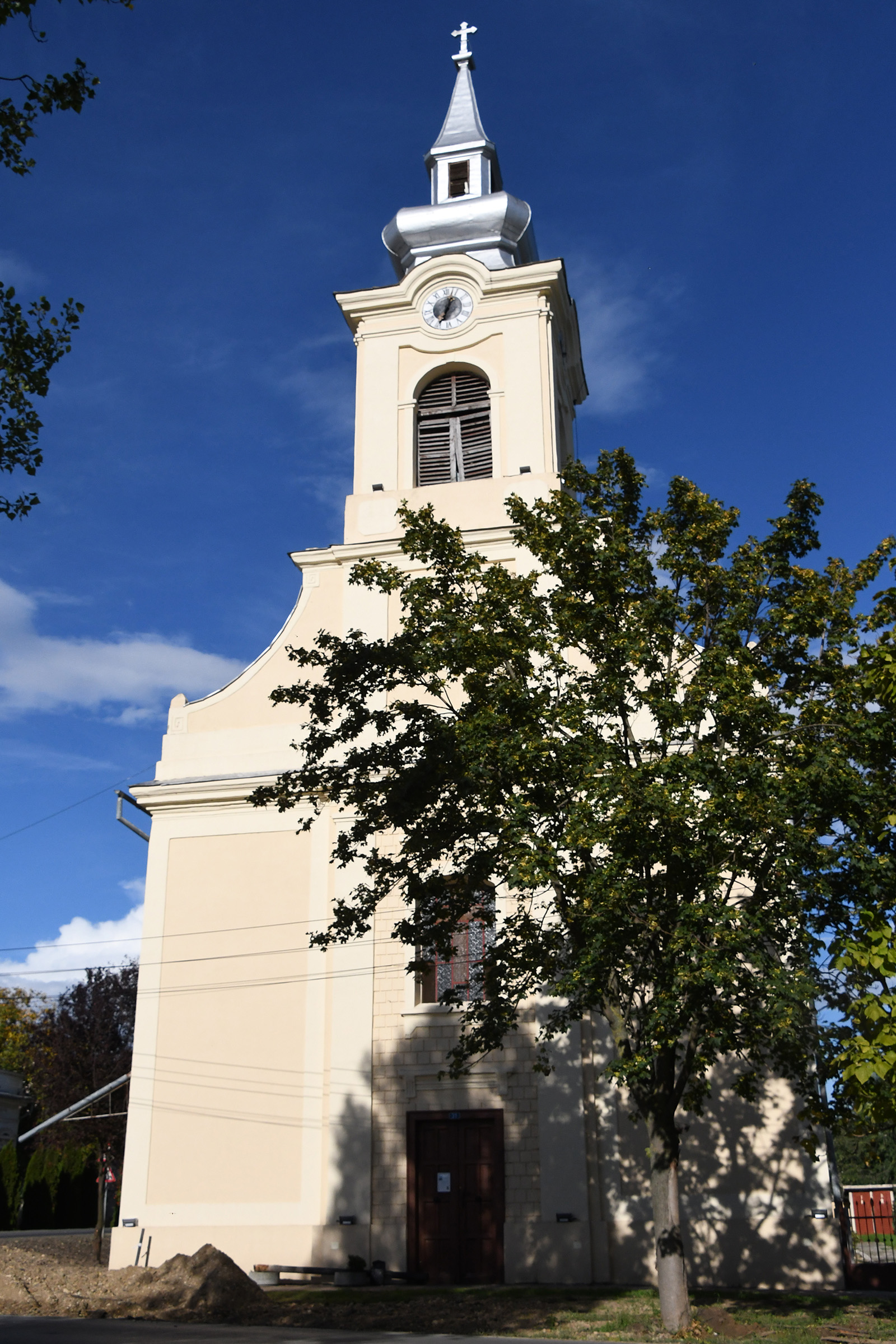
Római katolikus templom

Szentandrás, vagy más néven Temesszentandrás (románul: Sânandrei, németül: Sanktandreas) községközpont Románia nyugati részén, a Bánságban, Temes megyében.
A község a szentté avatott András apostolról kapta a nevét, amely elnevezés 1873-tól Temesszentandrásra változik. A trianoni békeszerződés aláírását követően a területet a Bánság legnagyobb részével együtt Romániához csatolták, a község hivatalos neve 1920-tól Sântandreiu, majd Sânandrei lesz.

## Fekvése
Temesszentandrás Temesvártól, a megyeszékhelytől 12 km-re északra fekszik. Megközelíthető a DJ692-es úton keresztül, amely 4 km-re délre a településtől ágazik ki a DN69 (E671)-es Temesvárt Araddal összekötő főközlekedési útvonalból. Déli irányból a Nyárád (románul Niarad) patak határolja.
A községhez közigazgatásilag két falu tartozik, a Szentandrással észak felől szomszédos Mercyfalva (Carani), és a délkeleti irányban lévő Temeskovácsi (Covaci). Nyugat-délnyugat felé haladva találjuk Újbesenyőt (Dudeștii Noi).

## Története
Egyike a legrégebbi településeknek a Bánságban. A község történészei írásos feljegyzést találtak arról, hogy a Temesvárt Araddal összekötő főút mentén, a Nyárád patak partján már 1230-ban létezett Sancto Andrea nevű falu, amelyhez 24 tanyabokor tartozott. 1552. július 23-án a szegedi hajdúk Tóth Mihály vezérlete alatt itt szenvedtek vereséget a törököktől (szentandrási csata).
1849. augusztus 9-én Szentandrás déli határában, a Nyárád-patak mentén a temesvári csatában szembenálló magyar és osztrák seregek szárnyhadtestei jelentős, döntő összecsapásokat vívtak egymással.
Az Arad-Temesvár vasútvonal 1869-től 1871-ig tartó építése során Szentandráson vasútállomás épült. 1895-ben gyógyszertár nyílt benne. 1908-ban átadják a forgalomnak a varjas-szentandrási HÉV vonalat.

## Népessége
| 1880 | 2656 | 479  | 34  | 2123 | 20  |
| 1890 | 3080 | 437  | 97  | 2533 | 13  |
| 1900 | 3011 | 418  | 90  | 2468 | 35  |
| 1910 | 2736 | 445  | 104 | 2175 | 12  |
| 1920 | 2691 | 384  | 54  | 2239 | 14  |
| 1930 | 2456 | 318  | 64  | 1954 | 120 |
| 1941 | 2537 | 356  | 33  | 1980 | 168 |
| 1956 | 2702 | N/A  | N/A | N/A  | N/A |
| 1966 | 2980 | 1334 | 38  | 1592 | 16  |
| 1977 | 3369 | 1797 | 56  | 1498 | 18  |
| 1992 | 2482 | 2220 | 54  | 120  | 88  |
| 2002 | 2826 | 2647 | 70  | 66   | 43  |
| (forrás: A Kulturális Innovációs Alapítvány könyvtára Archiválva 2012. november 8-i dátummal a Wayback Machine-ben) |      |      |     |      |     |

- 1910-ben amerikai kivándorlás és Temesvárra húzódás okozott népességfogyást.
- 1978-tól a sváb lakosság folyamatos kivándorlása okozott jelentős csökkenést a németajkú kisebbség számában.

## Látnivalók
- Római katolikus temploma 1785-ben épült.